# Калонжа
Кало́нжа (кат. Calonge, вимова літературною каталанською [kə'łɔɲʒə]) - муніципалітет, розташований в Автономній області Каталонія, в Іспанії. Код муніципалітету за номенклатурою Інституту статистики Каталонії - 170340. Знаходиться у районі (кумарці) Баш-Ампурда (коди району - 10 та BM) провінції Жирона, згідно з новою адміністративною реформою перебуватиме у складі Баґарії (округи) Жирона. 

## Назва муніципалітету
Назва муніципалітету походить від лат. colonĭcu - "той, що стосується колонії".

## Населення
Населення міста (у 2007 р.) становить 10.009 осіб (з них менше 14 років - 14,7%, від 15 до 64 - 69,7%, понад 65 років - 15,5%). У 2006 р. народжуваність склала 87 осіб, смертність - 61 особа, зареєстровано 35 шлюбів. У 2001 р. активне населення становило 3.168 осіб, з них безробітних - 382 особи.

Серед осіб, які проживали на території міста у 2001 р., 4.222 народилися в Каталонії (з них 2.356 осіб у тому самому районі, або кумарці), 1.403 особи приїхали з інших областей Іспанії, а 1.025 осіб приїхало з-за кордону. 

Вищу освіту має 9,8% усього населення. 

У 2001 р. нараховувалося 4.025 домогосподарств (з них 67,6% складалися з однієї особи, 15,2% з двох осіб,7,2% з 3 осіб, 6,3% з 4 осіб, 2,4% з 5 осіб, 0,8% з 6 осіб, 0,2% з 7 осіб, 0,1% з 8 осіб і 0% з 9 і більше осіб).

Активне населення міста у 2001 р. працювало у таких сферах діяльності : у сільському господарстві - 3,2%, у промисловості - 11,4%, на будівництві - 25,9% і у сфері обслуговування - 59,5%. 

 У муніципалітеті або у власному районі (кумарці) працює 2.033 особи, поза районом - 1.390 осіб.

### Доходи населення
У 2002 р. доходи населення розподілялися таким чином :
| \| Доходи населення за статтями доходів \| Доходи населення за статтями доходів \| Доходи населення за статтями доходів \| \| Рік \| 2002 р. \| 2001 р. \| \| ------------------------------------ \| ------------------------------------ \| ------------------------------------ \| \| Заробітна платня \| 53,4% \| 55,3% \| \| Доходи від ведення бізнесу \| 32,5% \| 30,6% \| \| Соціальна допомога \| 14,1% \| 14,1% \| |         |         |
| Доходи населення за статтями доходів |         |         |
| Рік | 2002 р. | 2001 р. |
| Заробітна платня | 53,4%   | 55,3%   |
| Доходи від ведення бізнесу | 32,5%   | 30,6%   |
| Соціальна допомога | 14,1%   | 14,1%   |

### Безробіття
У 2007 р. нараховувалося 298 безробітних (у 2006 р. - 301 безробітний), з них чоловіки становили 44,3%, а жінки - 55,7%.

## Економіка
У 1996 р. валовий внутрішній продукт розподілявся по сферах діяльності таким чином :
| \| Валовий внутрішній продукт \| Валовий внутрішній продукт \| Валовий внутрішній продукт \| \| Рік \| 1996 р. \| 1991 р. \| \| -------------------------- \| -------------------------- \| -------------------------- \| \| Сільське господарство \| 0,2% \| 0% \| \| Промисловість \| 4,6% \| 0% \| \| Будівництво \| 21,7% \| 0% \| \| Послуги \| 73,5% \| 0% \| |         |         |
| Валовий внутрішній продукт |         |         |
| Рік | 1996 р. | 1991 р. |
| Сільське господарство | 0,2%    | 0%      |
| Промисловість | 4,6%    | 0%      |
| Будівництво | 21,7%   | 0%      |
| Послуги | 73,5%   | 0%      |

### Підприємства міста

#### Промислові підприємства
| \| Промислові підприємства міста, за сферою діяльності \| Промислові підприємства міста, за сферою діяльності \| Промислові підприємства міста, за сферою діяльності \| \| Рік \| 2002 р. \| 2001 р. \| \| --------------------------------------------------- \| --------------------------------------------------- \| --------------------------------------------------- \| \| Енергетичні та водні ресурси \| 3,7% \| 3,7% \| \| Хімія та метали \| 7,4% \| 7,4% \| \| Переробка металів \| 22,2% \| 22,2% \| \| Продукти харчування \| 29,6% \| 29,6% \| \| Текстиль \| 0% \| 0% \| \| Виробництво меблів, видання \| 29,6% \| 29,6% \| \| Інше \| 7,4% \| 7,4% \| \| Усього підприємств \| 27 \| 27 \| |         |         |
| Промислові підприємства міста, за сферою діяльності |         |         |
| Рік | 2002 р. | 2001 р. |
| Енергетичні та водні ресурси | 3,7%    | 3,7%    |
| Хімія та метали | 7,4%    | 7,4%    |
| Переробка металів | 22,2%   | 22,2%   |
| Продукти харчування | 29,6%   | 29,6%   |
| Текстиль | 0%      | 0%      |
| Виробництво меблів, видання | 29,6%   | 29,6%   |
| Інше | 7,4%    | 7,4%    |
| Усього підприємств | 27      | 27      |

#### Роздрібна торгівля
| \| Підприємства роздрібної торгівлі міста, за сферою діяльності \| Підприємства роздрібної торгівлі міста, за сферою діяльності \| Підприємства роздрібної торгівлі міста, за сферою діяльності \| \| Рік \| 2002 р. \| 2001 р. \| \| ------------------------------------------------------------ \| ------------------------------------------------------------ \| ------------------------------------------------------------ \| \| Продукти харчування \| 39,1% \| 39,8% \| \| Одяг та взуття \| 12% \| 12,2% \| \| Товари для дому \| 17,3% \| 17,9% \| \| Книги та періодичні видання \| 0,8% \| 1,6% \| \| Промислова хімічна продукція \| 8,3% \| 8,1% \| \| Продукція, пов'язана з транспортними засобами \| 9% \| 7,3% \| \| Інше \| 13,5% \| 13% \| \| Усього підприємств \| 133 \| 123 \| |         |         |
| Підприємства роздрібної торгівлі міста, за сферою діяльності |         |         |
| Рік | 2002 р. | 2001 р. |
| Продукти харчування | 39,1%   | 39,8%   |
| Одяг та взуття | 12%     | 12,2%   |
| Товари для дому | 17,3%   | 17,9%   |
| Книги та періодичні видання | 0,8%    | 1,6%    |
| Промислова хімічна продукція | 8,3%    | 8,1%    |
| Продукція, пов'язана з транспортними засобами | 9%      | 7,3%    |
| Інше | 13,5%   | 13%     |
| Усього підприємств | 133     | 123     |

#### Сфера послуг
| \| Підприємства міста, що працюють у сфері послуг, за діяльністю \| Підприємства міста, що працюють у сфері послуг, за діяльністю \| Підприємства міста, що працюють у сфері послуг, за діяльністю \| \| Рік \| 2002 р. \| 2001 р. \| \| ------------------------------------------------------------- \| ------------------------------------------------------------- \| ------------------------------------------------------------- \| \| Гуртова торгівля \| 8,3% \| 6,9% \| \| Готелі та готельний бізнес \| 26,1% \| 27,1% \| \| Транспорт та зв'язок \| 5,5% \| 5,9% \| \| Посередницькі фінансові послуги \| 4% \| 4,3% \| \| Послуги підприємствам \| 5,2% \| 5% \| \| Послуги фізичним особам \| 22,4% \| 23,8% \| \| Нерухомість та ін. \| 28,5% \| 27,1% \| \| Усього підприємств \| 326 \| 303 \| |         |         |
| Підприємства міста, що працюють у сфері послуг, за діяльністю |         |         |
| Рік | 2002 р. | 2001 р. |
| Гуртова торгівля | 8,3%    | 6,9%    |
| Готелі та готельний бізнес | 26,1%   | 27,1%   |
| Транспорт та зв'язок | 5,5%    | 5,9%    |
| Посередницькі фінансові послуги | 4%      | 4,3%    |
| Послуги підприємствам | 5,2%    | 5%      |
| Послуги фізичним особам | 22,4%   | 23,8%   |
| Нерухомість та ін. | 28,5%   | 27,1%   |
| Усього підприємств | 326     | 303     |

## Житловий фонд
У 2001 р. 3,7% усіх родин (домогосподарств) мали житло метражем до 59 м2, 27,4% - від 60 до 89 м2, 37% - від 90 до 119 м2 і
32% - понад 120 м2.

З усіх будівель у 2001 р. 49% було одноповерховими, 38% - двоповерховими, 6,3
% - триповерховими, 3% - чотириповерховими, 1,9% - п'ятиповерховими, 0,5% - шестиповерховими,
0,2% - семиповерховими, 1,1% - з вісьмома та більше поверхами.

## Автопарк
| \| Автомобілі, зареєстровані у місті, за призначенням \| Автомобілі, зареєстровані у місті, за призначенням \| Автомобілі, зареєстровані у місті, за призначенням \| \| Рік \| 2006 р. \| 2005 р. \| \| -------------------------------------------------- \| -------------------------------------------------- \| -------------------------------------------------- \| \| Приватні автомобілі \| 66,9% \| 68,2% \| \| Мотоцикли \| 11,8% \| 11,1% \| \| Вантажівки \| 19,3% \| 18,7% \| \| Трактори \| 0,1% \| 0,1% \| \| Автобуси та ін. \| 2% \| 1,9% \| \| Усього автомобілів \| 7.683 шт. \| 7.285 шт. \| |           |           |
| Автомобілі, зареєстровані у місті, за призначенням |           |           |
| Рік | 2006 р.   | 2005 р.   |
| Приватні автомобілі | 66,9%     | 68,2%     |
| Мотоцикли | 11,8%     | 11,1%     |
| Вантажівки | 19,3%     | 18,7%     |
| Трактори | 0,1%      | 0,1%      |
| Автобуси та ін. | 2%        | 1,9%      |
| Усього автомобілів | 7.683 шт. | 7.285 шт. |

## Вживання каталанської мови
У 2001 р. каталанську мову у місті розуміли 91% усього населення (у 1996 р. - 93,3%), вміли говорити нею 76,4% (у 1996 р. - 
81,2%), вміли читати 75,3% (у 1996 р. - 75,1%), вміли писати 50,8
% (у 1996 р. - 50,3%). Не розуміли каталанської мови 9%.

## Політичні уподобання
У виборах до Парламенту Каталонії у 2006 р. взяло участь 3.085 осіб (у 2003 р. - 3.356 осіб). Голоси за політичні сили розподілилися таким чином:
| \| Вибори до Парламенту Каталонії \| Вибори до Парламенту Каталонії \| Вибори до Парламенту Каталонії \| \| Рік \| 2006 р. \| 2003 р. \| \| -------------------------------------- \| ------------------------------ \| ------------------------------ \| \| Конвергенція та Єднання (CiU) \| 34,8% \| 34,8% \| \| Соціалістична партія Каталонії (PSC) \| 26,4% \| 27,7% \| \| Народна партія (PP) \| 8,4% \| 9,7% \| \| Ініціатива за Каталонію — Зелені (ICV) \| 8% \| 5% \| \| Республіканська лівиця Каталонії (ERC) \| 19,2% \| 21,4% \| \| Громадяни — Громадянська партія (C's) \| 1,1% \| 0% \| \| Інші \| 2,2% \| 1,5% \| |         |         |
| Вибори до Парламенту Каталонії |         |         |
| Рік | 2006 р. | 2003 р. |
| Конвергенція та Єднання (CiU) | 34,8%   | 34,8%   |
| Соціалістична партія Каталонії (PSC) | 26,4%   | 27,7%   |
| Народна партія (PP) | 8,4%    | 9,7%    |
| Ініціатива за Каталонію — Зелені (ICV) | 8%      | 5%      |
| Республіканська лівиця Каталонії (ERC) | 19,2%   | 21,4%   |
| Громадяни — Громадянська партія (C's) | 1,1%    | 0%      |
| Інші | 2,2%    | 1,5%    |

У муніципальних виборах у 2007 р. взяло участь 3.696 осіб (у 2003 р. - 3.597 осіб). Голоси за політичні сили розподілилися таким чином:
| \| Муніципальні вибори \| Муніципальні вибори \| Муніципальні вибори \| \| Рік \| 2007 р. \| 2003 р. \| \| -------------------------------------- \| ------------------- \| ------------------- \| \| Конвергенція та Єднання (CiU) \| 24,7% \| 18% \| \| Соціалістична партія Каталонії (PSC) \| 21,5% \| 14% \| \| Народна партія (PP) \| 3,4% \| 4% \| \| Ініціатива за Каталонію — Зелені (ICV) \| 0% \| 0% \| \| Республіканська лівиця Каталонії (ERC) \| 13,1% \| 5,5% \| \| Громадяни — Громадянська партія (C's) \| 0% \| 0% \| \| Інші \| 37,4% \| 58,5% \| |         |         |
| Муніципальні вибори |         |         |
| Рік | 2007 р. | 2003 р. |
| Конвергенція та Єднання (CiU) | 24,7%   | 18%     |
| Соціалістична партія Каталонії (PSC) | 21,5%   | 14%     |
| Народна партія (PP) | 3,4%    | 4%      |
| Ініціатива за Каталонію — Зелені (ICV) | 0%      | 0%      |
| Республіканська лівиця Каталонії (ERC) | 13,1%   | 5,5%    |
| Громадяни — Громадянська партія (C's) | 0%      | 0%      |
| Інші | 37,4%   | 58,5%   |